# Clisura Dunării

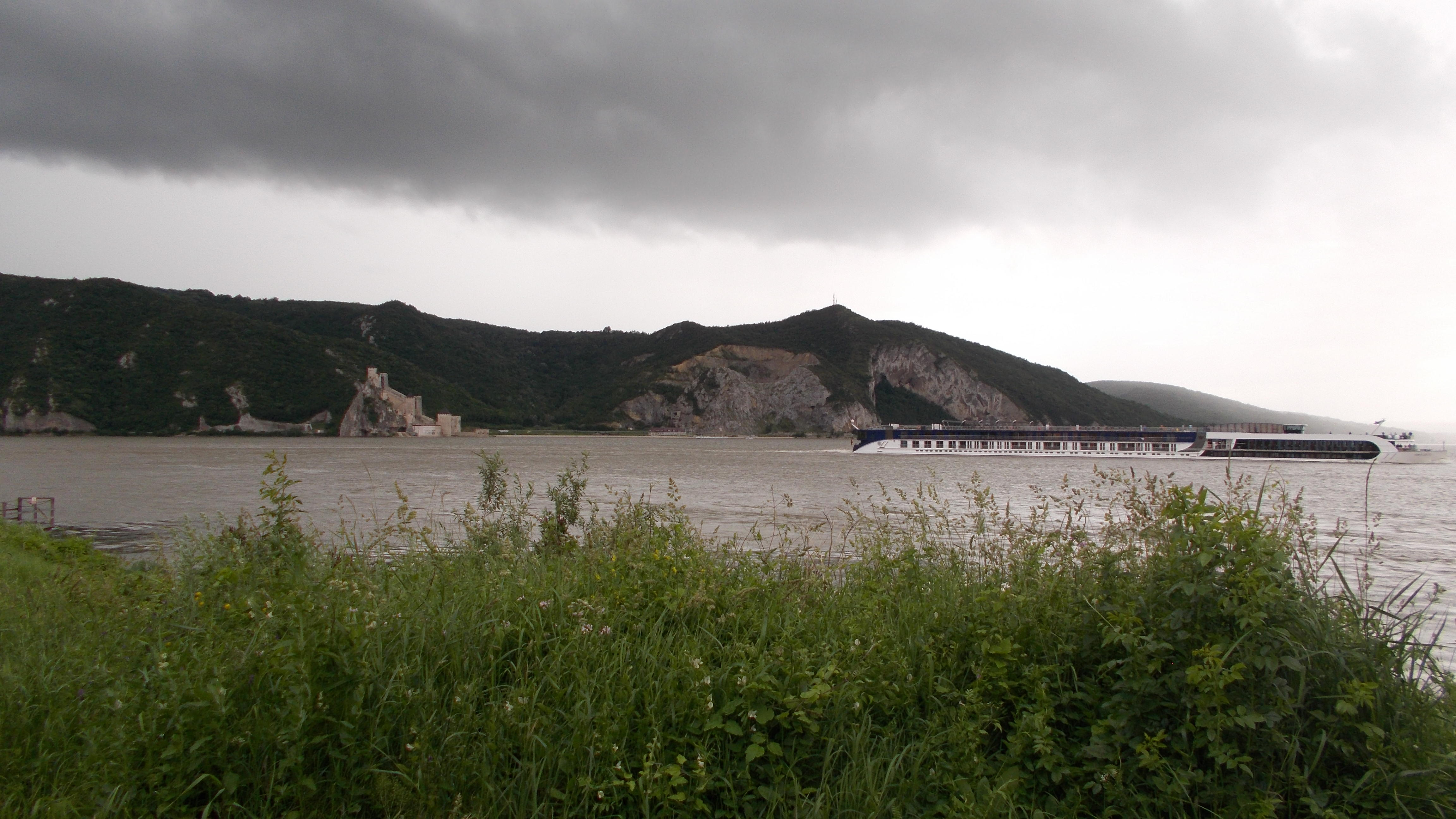
Clisura Dunării la Coronini

Clisura Dunării sau Defileul Dunării (în sârbă Banatska Klisura, cu alfabetul chirilic: Банатска Клисура) este o regiune geografică situată de-a lungul malului nordic al Dunării, în sudul Banatului. Regiunea, care se află pe teritoriile județelor Caraș-Severin și Mehedinți, este limitată de râul Nera la nord-vest și de Cazanele Dunării la est. Spectaculoasă din punct de vedere geografic, zona este, de asemenea, foarte importantă din punct de vedere al biodiversității, pe cuprinsul ei aflându-se un număr important de rezervații naturale, înglobate în prezent în Parcul Natural Porțile de Fier.

## Localități
Cele mai mari așezări din Defileul Dunării sunt municipiul Orșova și orașul Moldova Nouă. Tot din Clisura Dunării fac parte și comunele Socol, Pojejena, Coronini, Gârnic, Sichevița, Berzasca din județul Caraș-Severin, precum și Svinița, Dubova, Eșelnița, Ilovița și Breznița-Ocol din județul Mehedinți.

## Populația
Defileului Dunării este locuit de români majoritari și de sârbi. Unele localități au o majoritate sârbă. Acestea sunt: Socol, Pojejena și Svinița. Mai există și o comunitate de cehi, mai ales în jurul localității Gârnic, mai precis în localitățile Bigăr și Eibenthal. Un număr important de germani putem întâlni și în Orșova.

## Istorie
După desele cuceriri și recuceriri reciproce turco-austriece (sec. XVII-XVII), regiunea Defileului Dunării a fost organizată pînă la finele Primului Război Mondial ca Frontierei militare bănățene și era împărțită în sectorul "vlahilor" (români) și cel al ilirilor (sârbi).